# Anti-Slavery International
Anti-Slavery International (ASI) är en brittisk abolitionistförening, grundad 1839. Den var liksom sin föregångare ofta känd under namnet Anti-Slavery Society. Det är världens äldsta fortfarande existerande internationella människorättsorganisation, och verkar mot slaveri och relaterade fenomen som människohandel (trafficking). 
Organisationen har varit känd under flera olika namn. Den hette British and Foreign Anti-Slavery Society (BFASS) 1839–1909, Anti-Slavery and Aborigines' Protection Society 1909–1947, Anti-Slavery Society 1947–1956, Anti-Slavery Society for the Protection of Human Rights 1956–1990, Anti-Slavery International for the Protection of Human Rights 1990–1995 och Anti-Slavery International från 1995. 

## Historik
Den bildades när dess föregångare Anti-Slavery Society nådde sitt mål för avskaffandet av slaveriet i de brittiska kolonierna genom Slavery Abolition Act 1833 och därefter lades ned 1838. ASI bildades året därpå för att avskaffa slaveriet globalt. Den organiserade året efter sitt bildande världens första internationella abolitionistkonferens, World Anti-Slavery Convention.
Organisationen var under sin första tid, fram till 1865, engagerad för avskaffandet av slaveriet i USA. I början av 1900-talet verkade den för avskaffandet av blackbirding i Australien och Stilla havet, och sedan även mot slaveriet i Kongostaten. 
Efter andra världskriget inledde Anti-Slavery International en lång kampanj mot slaveriet i Arabvärlden, med fokus på dess centra i Saudiarabien, och man verkade inom FN mot dess avskaffande. Deras arbete motarbetades länge av både britterna och USA, och bar inte frukt förrän de fick hjälp av president Kennedy 1962. 
Under 2000-talet har Anti-Slavery International uppmärksammat människohandel och arbete under slavliknande förhållanden i bland annat Asien.